# Denis Kadrić
Denis Kadrić (Francoforte, 12 giugno 1995) è uno scacchista bosniaco.
La sua famiglia si era trasferita in Germania nel 1992 e tornò in Bosnia nel 1998, stabilendosi a Sarajevo.

Imparò gli scacchi da suo padre all'età di cinque anni. 
Nel 2013 vinse a Cazin il campionato della Bosnia e Herzegovina. 
Nel 2015 ottenne il titolo di Grande Maestro. 
Dal 2014 al 2018 ha studiato presso l'Università del Texas a Dallas, dove ha ottenuto un Bachelor's degree in economia.
Dal 2012 al 2018 ha rappresentato il suo paese in quattro Olimpiadi degli scacchi. 
Ha partecipato alla Coppa del Mondo di scacchi 2021. Nel primo turno ha vinto contro Dambasuren Batsuren, nel secondo turno ha perso contro Yu Yangyi.  
Ha raggiunto il massimo rating FIDE in ottobre 2016, con 2594 punti Elo. 